# Håkan Nordbäck
Håkan Nordbäck (* 23. Februar 1969) ist ein ehemaliger schwedischer Skilangläufer.

## Werdegang
Nordbäck, der für den IFK Mora SK startete, lief im März 1994 in Falun sein erstes vom insgesamt 47 im Weltcupeinzelrennen und belegte dabei den 50. Platz über 30 km klassisch. Im November 1994 holte er in Kiruna mit dem 11. Platz über 10 km klassisch seine ersten Weltcuppunkte. Im folgenden Jahr wurde er schwedischer Meister mit der Staffel von IFK Mora SK zusammen mit Tomas Andersson und Staffan Larsson. In der Saison 1995/96 kam er im Weltcup achtmal in die Punkteränge und erreichte mit dem 33. Platz im Gesamtweltcup sein bestes Gesamtergebnis. Im Januar 1997 errang er mit Platz drei in Lahti zusammen mit Magnus Ingesson im Teamsprint seine erste Podestplatzierung im Weltcup. In der Saison 1999/2000 belegte er den 34. Platz im Gesamtweltcup. Dabei kam er viermal unter den ersten Zehn und erreichte in Nové Město mit dem sechsten Platz über 15 km klassisch seine beste Platzierung im Weltcupeinzel. Zudem wurde er in Davos Zweiter mit der Staffel. Seine letzten Weltcuprennen absolvierte er im November 2002 in Kiruna, die er auf dem 39. Platz über 10 km Freistil und auf dem zehnten Rang mit der Staffel beendete.

## Platzierungen im Weltcup

### Weltcup-Statistik
Die Tabelle zeigt die erreichten Platzierungen im Einzelnen.
- 1.–3. Platz: Anzahl der Podiumsplatzierungen
- Top 10: Anzahl der Platzierungen unter den ersten zehn
- Punkteränge: Anzahl der Platzierungen innerhalb der Punkteränge
- Starts: Anzahl gelaufener Rennen in der jeweiligen Disziplin
- Hinweis: Bei den Distanzrennen erfolgt die Einordnung gemäß FIS.

| Platzierung         | Distanzrennen a | Distanzrennen a | Distanzrennen a | Distanzrennen a | Distanzrennen a | Skiathlon Verfolgung | Sprint | Etappen- rennen b | Gesamt | Team c | Team c  |
| Platzierung         | ≤ 5 km          | ≤ 10 km         | ≤ 15 km         | ≤ 30 km         | > 30 km         | Skiathlon Verfolgung | Sprint | Etappen- rennen b | Gesamt | Sprint | Staffel |
| ------------------- | --------------- | --------------- | --------------- | --------------- | --------------- | -------------------- | ------ | ----------------- | ------ | ------ | ------- |
| 1. Platz            |                 |                 |                 |                 |                 |                      |        |                   |        |        |         |
| 2. Platz            |                 |                 |                 |                 |                 |                      |        |                   |        |        | 1       |
| 3. Platz            |                 |                 |                 |                 |                 |                      |        |                   |        | 1      |         |
| Top 10              |                 | 1               | 2               | 1               | 1               | 1                    |        |                   | 6      | 1      | 12      |
| Punkteränge         |                 | 9               | 5               | 3               | 3               | 3                    | 1      |                   | 24     | 1      | 14      |
| Starts              |                 | 14              | 9               | 11              | 4               | 6                    | 3      |                   | 47     | 1      | 14      |
| Stand: Karriereende |                 |                 |                 |                 |                 |                      |        |                   |        |        |         |

### Weltcup-Gesamtplatzierungen
| Saison    | Gesamt | Gesamt | Distanz | Distanz     | Sprint | Sprint |
| Saison    | Punkte | Platz  | Punkte  | Platz       | Punkte | Platz  |
| --------- | ------ | ------ | ------- | ----------- | ------ | ------ |
| 1994/95   | 27     | 53.    | –       | –           | –      | -      |
| 1995/96   | 94     | 33.    | –       | –           | –      | -      |
| 1996/97   | 31     | 53.    | –       | –           | 31     | 38.    |
| 1997/98   | 14     | 66.    | –       | –           | 14     | 56.    |
| 1998/99   | –      | –      | –       | –           | –      | –      |
| 1999/2000 | 175    | 34.    | 73 102  | 17. 1 27. 2 | –      | –      |